# Deressa Chimsa
Deressa Chimsa (21 novembre 1976) è un ex maratoneta etiope.

## Biografia
Nel 2009 ha partecipato ai Mondiali, correndo la maratona, in cui si è ritirato a gara in corso poco prima del quarantesimo km. Nel 2012 ha vinto la medaglia d'argento nei Mondiali di mezza maratona, conquistando inoltre anche la medaglia di bronzo a squadre.
Ha inoltre ottenuto vari successi e piazzamenti sul podio in maratone internazionali (tra i quali le vittorie alla Maratona di Praga nel 2012 e quella alla maratona di Taegu nel 2009 ed il secondo posto alla Maratona di Francoforte nel 2012).

## Palmarès
| Anno | Manifestazione             | Sede    | Evento      | Risultato | Prestazione | Note                          |
| ---- | -------------------------- | ------- | ----------- | --------- | ----------- | ----------------------------- |
| 2009 | Mondiali                   | Berlino | Maratona    | dnf       | dnf         |                               |
| 2012 | Mondiali di mezza maratona | Kavarna | Individuale | Argento   | 1h00'51"    | Miglior prestazione personale |
| 2012 | Mondiali di mezza maratona | Kavarna | A squadre   | Bronzo    | 3h05'43"    |                               |

## Campionati nazionali
2009
- Oro ai campionati etiopi di mezza maratona - 1h02'16"[2]

## Altre competizioni internazionali
2007
- 14º alla Milano Marathon ( Milano) - 2h18'45"
- Oro alla Maratona di Brescia ( Brescia) - 2h15'58"

2008
- 7º alla Maratona di Dubai ( Dubai) - 2h10'16"
- 12º alla Maratona di Eindhoven ( Eindhoven) - 2h13'04"

2009
- Oro alla Maratona di Taegu ( Taegu) - 2h08'45"
- 14º alla Mezza maratona di Delhi ( Nuova Delhi) - 1h02'22"

2011
- 8º alla Maratona di Boston ( Boston) - 2h07'39"
- 4º alla Maratona di Dubai ( Dubai) - 2h09'08"

2012
- Oro alla Maratona di Praga ( Praga) - 2h06'25"
- Argento alla Maratona di Francoforte ( Francoforte sul Meno) - 2h06'52"
- 8º alla Maratona di Dubai ( Dubai) - 2h05'42"

2013
- Oro alla Toronto Waterfront Marathon ( Toronto) - 2h07'05"

2014
- 7º alla Maratona di Tokyo ( Tokyo) - 2h07'40"
- Oro alla Maratona di Guangzhou ( Guangzhou) - 2h13'08"

2015
- 7º alla Maratona di Parigi ( Parigi) - 2h07'56"